# Walter Dix
Walter Dix (Coral Springs, 31 de janeiro de 1986) é um velocista norte-americano, detentor de duas medalhas de bronze em Jogos Olímpicos.
Em setembro de 2011, Dix obteve a sexta melhor marca na história para os 200 m (19,53s) em Bruxelas, na etapa belga da Diamond League, tornando-se o quarto atleta mais rápido desta prova pelo ranking da IAAF.

## Recordes pessoais[2]
| Evento             | Tempo (seg) | Local             | Data                    |
| ------------------ | ----------- | ----------------- | ----------------------- |
| 60 metros (indoor) | 6.58        | Albuquerque, EUA  | 28 de fevereiro de 2010 |
| 100 metros         | 9.88        | Nottwil, Suíça    | 9 de agosto de 2010     |
| 200 metros         | 19.53       | Bruxelas, Bélgica | 16 de setembro de 2011  |